# (117229) 2004 RP329
(117229) 2004 RP329 es un asteroide perteneciente al cinturón de asteroides, región del sistema solar que se encuentra entre las órbitas de Marte y Júpiter.
Fue descubierto el 15 de septiembre de 2004 por el equipo del proyecto Spacewatch desde el observatorio Nacional de Kitt Peak.

## Designación y nombre
Designado provisionalmente como 2004 RP329.

## Características orbitales
2004 RP329 está situado a una distancia media del Sol de 3,199 ua, pudiendo alejarse hasta 3,371 ua y acercarse hasta 3,026 ua. Su excentricidad es 0,054 y la inclinación orbital 11,616 grados. Emplea 2089,52 días en completar una órbita alrededor del Sol.
Los próximos acercamientos a la órbita de Júpiter ocurrirán el 15 de julio de 2130, el 22 de julio de 2141 y el 17 de julio de 2152.

## Características físicas
La magnitud absoluta de 2004 RP329 es 14,98.